# فهرست قهرمانان لیگ فوتبال زنان ایران
فهرست قهرمانان لیگ فوتبال زنان ایران تیم‌های قهرمان تا رده سوم لیگ برتر زنان ایران را شامل می‌شود. این لیگ سال ۱۳۸۶ با شرکت ۶ تیم آغاز شد و تا کنون ۱۳ دوره از آن برگزار شده‌است. بال گستر مازندران نخستین قهرمان این دوره از مسابقات بود. فوتبال زنان شهرداری بم با ۷ قهرمانی پرافتخارترین عنوان لیگ زنان است. بال گستر، ملوان، شن سا، شهرداری سیرجان و آینده سازان نیز هر کدام با یک قهرمانی سهمی از جام‌های فوتبال زنان دارند. بیشترین نائب قهرمانی لیگ فوتبال زنان ایران در اختیار تیم زنان ملوان بندرانزلی است.

## قهرمانان
بال گستر مازندران در شهر ساری تأسیس شد که متعلق به یک شرکت هواپیمایی با همین نام بود تحت مدیریت جهانگیر الماسی بازیگر سینما و تلویزیون فعالیت می‌کرد. این تیم در نخستین دوره لیگ با ۲۹ امتیاز قهرمان شد.

## فهرست
| دوره | فصل     | قهرمان            | نایب‌قهرمان      | جایگاه سوم         |
| ---- | ------- | ----------------- | --------------- | ------------------ |
| ۱    | ۸۷–۱۳۸۶ | بال گستر مازندران | ملوان بندرانزلی | دانشگاه آزاداسلامی |
| ۲    | ۸۹–۱۳۸۸ | ملوان بندرانزلی   | عقاب مازندران   | شهرداری بم         |
| ۳    | ۹۰–۱۳۸۹ | شن سا اراک        | ملوان بندرانزلی | اوج نصر فارس       |
| ۴    | ۹۱–۱۳۹۰ | شهرداری بم        | سرخپوشان گرگان  | فریکو سیرجان       |
| ۵    | ۹۲–۱۳۹۱ | شهرداری بم        | ملوان بندرانزلی | آینده‌سازان میهن    |
| ۶    | ۹۳–۱۳۹۲ | شهرداری بم        | ملوان بندرانزلی | آینده‌سازان میهن    |
| ۷    | ۹۴–۱۳۹۳ | شهرداری بم        | ملوان بندرانزلی | آینده‌سازان میهن    |
| ۸    | ۹۵–۱۳۹۴ | شهرداری سیرجان    | ملوان بندرانزلی | شهرداری بم         |
| ۹    | ۹۶–۱۳۹۵ | آینده‌سازان میهن   | شهرداری بم      | شهرداری سیرجان     |
| ۱۰   | ۹۷–۱۳۹۶ | شهرداری بم        | شهرداری سیرجان  | رهیاب ملل سنندج    |
| ۱۱   | ۹۸–۱۳۹۷ | شهرداری بم        | شهرداری سیرجان  | سپاهان اصفهان      |
| ۱۲   | ۹۹–۱۳۹۸ | شهرداری بم        | وچان کردستان    | شهرداری سیرجان     |
| ۱۳   | ۱۳۹۹–۰۰ | شهرداری سیرجان    | شهرداری بم      | سپاهان اصفهان      |